# 토요일 오후 2시

"토요일 오후 2시"는 민병진 감독이, 각본과 연출을 맡은 김민종 이승연 주연의 대한민국의 1998년작 영화이다. 
백화점 신사복 직원인 윤태(김민종)가 소매치기인 두연(이승연을 만나면서 벌어지는 에피소드를 다룬 멜로,로멘스 영화이다.
김민종이 작사하고 홍지우가 부른 곡인 "그래서 아름다운"이 영화의 삽입곡으로 흘러나오는 부분이 인상적이다...

## 줄거리
"오직... 그대만을 위해 준비해둔 시간..."
백화점 신사복 코너에서 웃음을 팔고 있는 윤태(김민종 분)는 언젠가 그의 진가를 알아 줄 돈 많은 그녀가 나타나 그를 구원할 것이라는 야무진 꿈을 꾸며 살고 있는 남자. 하이힐 소리를 또각거리며 거리를 활보하는 정장 슈트차림의 세련된 두연(이승연 분)에게 사람들의 시선은 그냥 스쳐 지나가지 않는다. 사람들이 자신의 미모에 한 눈을 파는 사이, 두연은 그들의 주머니에서 지갑을 슬쩍한다. 경박스럽지 않는 몸가짐, 우아하고 절제된 행동거지. 두연은 그런 소매치기다.
귀여운 남자 윤태와 소매치기 두연이 만난다. 씀씀이가 큰 두연에게 윤태는 '돈 많은 그녀'를 예감한다. 와인잔을 들고 "당신의 아름다운 눈동자에 건배"하는 윤태의 모습속에서 두연은 영화 카사블랑카의 험프리 보가트를 떠올리며 운명적인 사랑을 예감한다. 이렇게 윤태와 두연은 동상이몽하며 서로 가까워지는데... 그러나 두연이 윤태에게 선물한 물건이 장물임이 밝혀지면서 이들의 '예감'은 어긋나기 시작한다. 윤태는 장물소유자로 찍혀 경찰과 폭력배 달수(유오성 분) 일당에게서 도망 다니는 신세가 된다.
윤태를 위해서라면 세상까지도 훔쳐서 주고 싶었던 두연은 위기에 처한 윤태를 위해 달수의 거래를 받아들인다. 달수는 큰 조직 불곰의 돈을 한건하기 위해 윤태를 미끼로 두연을 이용한다. 윤태에게 만큼은 훔치는 모습을 보여주고 싶지 않았던 두연. 금고안에 가득한 돈을 보고 깜짝 놀라는 윤태. 그러나 범행 현장에 달수의 지갑을 떨어뜨려 놓은 두연의 기지로 달수는 불곰에 의해 최후를 맞는다. 돈가방을 챙긴 두연과 윤태는 경찰의 추적을 받는다. 만날 약속장소와 시간을 정하고 헤어지는 윤태와 두연. 토요일 오후 2시, 인생 최초의 성공을 꿈꾸며 돈가방을 가져간 두연이 오기를 기다리는 윤태.

## 영화 소개
- 장르 : 드라마, 애정, 로맨스
- 제작국가 : 대한민국
- 개봉일 : 1998년 5월 2일
- 상영시간 : 105분
- 등급 : 청소년 관람불가
- 제작년도 : 1998년
- 감독 : 민병진
- 각본 : 민병진

## 출연 배우
- 김민종…윤태 역
- 이승연…두연 역
- 장동직…상구 역
- 유오성…달수 역
- 손민석…승우 역

그외 출연
- 신철진… 형사반장 역
- 원빈… 배달원 역
- 박민… 헬스 남 역
- 이현우… 라디오 뮤직토피아 진행 역
- 조혜련… 라디오 퀴즈 진행 역
- 신범식… 달수패 5 역

## OST
| - San Francisco Bay - Lee Oskar - 당신의 눈동자에 건배 - O.S.T - Don't Break My Heart - Vaya Con Dios - Schon Rosmarin - Yoon Kwon - 삐삐 인삿말 - O.S.T - Cry Like A Baby - Box Tops - You Make Me Feel - Bonfire - 로렉스 시계 - O.S.T - Sabre Dance - Yoon Kwon - I Must Be The Devil - Box Tops - Everything's Gonna Be Alright (Classic Version) - Sweet Box - Boats Against The Current - Eric Carmen - 두연의 편지 - O.S.T - San Francisco Bay (Repeat) - Lee Oskar |

## 관객수
- 서울 23,020명

※ 출처- KOBIS 영화관 입장권 통합 전산망	